# Stighult
Stighult är en mindre by i Hamneda socken i Ljungby kommun. Byn är belägen vid Tuvesjön, cirka 25 kilometer söder om centralorten Ljungby. 

## Historik
Åren 1900-1959 fanns en skola i Stighult.

## Befolkningsutveckling
Numera finns i området en rad sommarstugor ägda av tyskar och danskar, men endast några få året-runt-boende svenskar.